# Rainer Günther
Pour les articles homonymes, voir Günther.
Rainer Günther est un herpétologiste allemand né en 1941.
Il travaille pour le musée d'histoire naturelle de Berlin.

## Quelques taxons décrits
- Albericus laurini
- Calodactylodes
- Cophixalus balbus
- Cophixalus tetzlaffi
- Copiula exspectata
- Copiula major
- Copiula obsti
- Cyrtodactylus aaroni
- Gekko grossmanni
- Hylophorbus nigrinus
- Hylophorbus picoides
- Hylophorbus richardsi
- Hylophorbus sextus
- Hylophorbus tetraphonus
- Hylophorbus wondiwoi
- Litoria biakensis
- Litoria christianbergmanni
- Litoria elkeae
- Litoria humboldtorum
- Litoria mareku
- Litoria multicolor
- Litoria rara
- Litoria rivicola
- Litoria scabra
- Litoria umarensis
- Litoria verae
- Oreophryne asplenicola
- Oreophryne atrigularis
- Oreophryne clamata
- Oreophryne kapisa
- Oreophryne pseudasplenicola
- Oreophryne sibilans
- Oreophryne unicolor
- Oreophryne waira
- Oreophryne wapoga
- Platymantis bimaculata
- Platymantis cryptotis
- Rana aurata
- Rana bergeri
- Rana shqiperica
- Rana volkerjane